# 何应騊
何应騊（?—?），字高聘，一字砚舫。广东番禺县人。
何学青之子。乾隆五十九年（1794年）甲寅举人，嘉庆六年（1801年），勒保巡視川军，应騊随营总理川东军需局，勒保的屬下得一美婦，其夫尚在，何应騊將此婦歸還。八年，授庆符县知县。十五年（1810年），父親過世。在家鄉參與平定张保、郭婆之亂，以大砲擊殺郭婆之父。後与汪大源、凌扬藻、张业南等同為巡抚朱圭所賞識，工诗文，曾參修《庆符县志》。拣发直隶，代理交河县。总督蒋攸铦譽为直隶第一能吏。有子何绍曾。